# Zaio
Zaio (en àrab زايو, Zāyū; en amazic ⵣⴰⵢⵢⵓ) és un municipi de la província de Nador, a la regió de L'Oriental, al Marroc. Segons el cens de 2014 tenia una població total de 35.806 persones.